# 유로비전 송 콘테스트 2011

녹색이 참가국. 빨강은 결승전에 진출하지 못한 나라. 노랑은 과거에 참가하였으나 2011년에 참가하지 않은 나라.

유로비전 송 콘테스트 2011(Eurovision Song Contest 2011)은 제56회 유로비전 송 콘테스트이다. 아제르바이잔의 엘다르 & 니가르의 노래 Running Scared가 우승을 거머쥐었다. 이 행사는 전년도 행사에 독일이 우승하면서 독일 뒤셀도르프 에스프리 아레나에서 주최되었다. 준결승전이 2011년 5월 10일. 12일에 개최되었고 결승전은 2011년 5월 14일 저녁에 개최되었다.